# Malabar
För andra betydelser, se Malabar (olika betydelser).

Malabar i Indien

Malabar är ett område i södra Indien mellan Västra Ghats och Arabiska havet, belägen på Malabarkusten i nuvarande delstaten Kerala. Namnet kommer troligen från orden mala (kulle) och puram (region) i språket malayalam. Området var en del av staten som styrdes av det Brittiska Ostindiska Kompaniet. Området är huvudsakligen bebott av hinduer men har även en viss andel muslimer och kristna. Kozhikode anses vara Malabars huvudort. Mellan 1792 och 1856 var Malabar en egen administrativ region.